# 玖麗さやか
玖麗 さやか（くらら さやか、2000年6月20日 - ）は、日本の女性プロレスラー。愛知県豊橋市出身。身長160cm、体重56kg。スターダム所属。血液型B型。

## 所属
- スターダム（2023年 - ）

## 経歴
入門前
- 母親の影響で、子供の頃から絵を描くのが好きで、小学生の時は少女漫画のイラスト、その後心象風景も描くようになった[3]。絵画を志し、美術系の高校に在学、専門は油絵。高校生時代の部活動はブラスバンド。将来は油絵で生計を立てたいと考え、美術の勉強をするために上京。スポーツ経験は「体育の授業だけ」ということで、スポーツとは無縁だった[2][4]。東京藝術大学を目指すも3年浪人、その3浪目のある日、学費を稼ぐためにアルバイトをしていた先の居酒屋でプロレス好きの客から「プロレス面白いよ」と言われてスターダムを勧められ、本人曰くそれまで「格闘技系は怖くて見られなかった」ということだったが、2022年9月に知り合いに誘われてスターダムを初観戦する[2][4][3]。

2022年
- 9月24日、スターダム・ベルサール高田馬場大会でプロレス初観戦。その一週間後、10月1日に武蔵野の森総合スポーツプラザで行われたジュリア対中野たむの5★STAR GP2022決勝に感動し、その日のうちにスターダムの新人オーディションに応募[5][2][4]。
- 12月、スターダムの入門合格通知を受け取る[5]。
- なお、本人は「美術をあきらめたわけじゃないけど、プロレスは今しかないと思った。絵は後からでもできるから、美術は一旦置いておく」といったことを話していたことがある[2][4]。

2023年
- 3月、練習生として入門。
- 10月、スターダムのプロテスト合格を果たす。
- 12月25日、『FIBREPLEX presents NEW BLOOD 12』品川インターシティホールにて、Queen's Questの上谷沙弥戦でデビュー[6][7][8]。最後はスタークラッシャー→片エビ固めで敗れた[9]。

2024年
- 2月12日、愛知県・ロワジール豊橋大会にて、試合後にCOSMIC ANGELS入りを志願し中野たむがそれを許可して加入[10][11][12]。ただし、水森由菜の事例と同じく「みならい」からのスタートとなる「トロピカル審査」とした[13][14]。
- 3月9日、『STARDOM Cinderella tournament 2024～開幕戦～』横浜武道館大会にて、シンデレラトーナメント1回戦で大江戸隊の刀羅ナツコ戦で反則勝ちながらも自力初勝利を果たす[15]。
- 4月12日、『STARDOM in KORAKUEN 2024 Apr.』後楽園ホール大会にて、さくらあやと共にトロピカル審査を合格しCOSMIC ANGELS正式加入[16][17][18][19][20]。
- 9月28日、後楽園ホール大会にて、H.A.T.E.との6人タッグマッチで上谷沙弥から自力初フォール勝ちを果たす[21]。
- 9月29日、『NEW BLOOD 15』にて、ソイ戦でシングル初フォール勝ちを果たす[22]。

2025年
- 3月15日、決勝戦で吏南を破りシンデレラトーナメント初優勝[23]。デビューから1年4か月のシンデレラトーナメント制覇は、上谷沙弥が持つ最短記録の1年11か月を塗り替えることとなった。

## 得意技
ときめきスピアー
ときめきカッター
ときめきファルコンアロー
スリーパー・ホールド
カウンターの飛び付き式
ブーメランエルボーアタック
ロープに乗って反動で相手に当てるエルボー
バイオレット・シューティング

## タイトル歴
スターダム
- STARDOM Cinderella tournament 優勝（2025年）

## 入場曲
UP DRUFT!!

## 出演

### テレビ番組
- こどもディレクター（2024年12月4日、中京テレビ/日本テレビ系列）
- SASUKE（2024年12月25日、TBSテレビ）
- ENJOY!!!ヴァンガろうTV（2025年4月26日 - 6月28日、テレビ愛知/テレビ東京系列）